# The Crestfallen EP
The Crestfallen EP – pierwszy minialbum brytyjskiego zespołu Anathema. Jest to pierwsza oficjalna płyta w dyskografii zespołu. W roku 2001 została ponownie wydana razem z drugim minialbumem, Pentecost III na jednej płycie.

## Lista utworów
1. "...And I Lust" – 5:47
2. "The Sweet Suffering" – 6:42
3. "Everwake" – 2:41
4. "Crestfallen" – 10:17
5. "They Die" – 7:59

## Twórcy
- Darren White – śpiew
- Vincent Cavanagh – gitara
- Duncan Patterson – gitara basowa
- Daniel Cavanagh – gitara
- John Douglas – perkusja
- Ruth Wilson – śpiew w utworze "Everwake"